# می‌کلا
می‌کلا، روستایی است از توابع بخش مرکزی شهرستان قائم‌شهر در استان مازندران ایران.

## جمعیت
این روستا در بالاتجن قرار داشته و براساس آخرین سرشماری مرکز آمار ایران که در سال ۱۳۸۵ صورت گرفته، جمعیت آن 627 + یکی از شما پیش ماس است در تهران نفر (۱۵8خانوار) بوده‌است.

## جغرافیا
می‌کلا نام یکی دیگر از ده ها روستای دیدنی و سرسبز شهر شمالی قائمشهر در استان مازندران است که در منطقه بالاتجن جاده نظامی شهرستان قائمشهر قرار گرفته است.
میکلا نام یکی دیگر از ده ها روستای دیدنی و سرسبز شهر شمالی قائمشهر در استان مازندران است که در منطقه بالاتجن جاده نظامی شهرستان قائمشهر قرار گرفته است. این روستا، آخرین روستا در این شهرستان به شمار می رود و در جنوب غربی اش واقع شده است. روستای زیبای میکلا از جنوب به جنگل، ازغرب به روستاهای داردکاشت، فولادکلا بخش بابلکنار بابل و ازشرق به پاشاکلا و ملک خیل و ازشمال به حاجیکلا ارزلو قائمشهر منتهی شده است. 

## مشاغل
شغل 90 درصد از مردم روستا کشاورزی باغداری می باشد. همچنین شایان ذکر است که چیزی حدود 92 درصد از جمعیت این روستا تحصیل کرده بوده که حدود 45 درصد از آن ها سواد دانشگاهی دارند. روستای میکلا مردمی مهمان نواز و خون گرم دارد. زنان روستا در کار سیفیجات و کمک در امر کشاورزی دوشادوش مردان فعالیت دارند. 
عده ایی ازاهالی به شغل دامداری گاو و گوسفند مشغول هستند. تابستان ها درروستا با آمدن سیاحان، شور و نشاط بیشتری حاکم است. روستای میکلا دارای آببندان، زمین فوتبال، جنگل، مزارع زیبای کلزا و ... است.  

## طبیعت
این روستای زیبا دارای ‌زمین فوتبال و پارک جنگلی توسکا از جنگل های هیرکانی میکلا می‌باشد. آببندان وسط روستا نیز جلوه خاصی به آن بخشیده است.  